# قرة أغاجي
قرة أغاجي (بالأذرية: Qaraağacı) هي قرية وبلدية في مقاطعة ترتر في أذربيجان. يبلغ سكانها 1,302 نسمة.